# Słowie
Słowie (niem. Grosser Schlage See) – jezioro w woj. lubuskim, w powiecie strzelecko-drezdeneckim, w gminie Dobiegniew, leżące na terenie Pojezierza Dobiegniewskiego.
Obecna nazwa została wprowadzona urzędowo 17 września 1949 roku. Państwowy rejestr nazw geograficznych jako nazwy oboczne podaje  Wołogoszcz Duża, Wołogoszcz Duży, Sława oraz Derkackie. Natomiast Komisja Nazw Miejscowości i Obiektów Fizjograficznych jako poprawną podaje nazwę Wołogoszcz Duża.
Według Mapy Podziału Hydrograficznego Polski leży na terenie zlewni ósmego poziomu Zlewnia jez. Włogoszcz Duża. Identyfikator MPHP to 18888961.

## Morfometria
Według danych Instytutu Meteorologii i Gospodarki Wodnej powierzchnia zwierciadła wody jeziora wynosi 92,5 ha. Średnia głębokość zbiornika wodnego to 13,5 m, a maksymalna to 28,5 m. Lustro wody znajduje się na wysokości 55,7 m n.p.m. Objętość jeziora wynosi 12457,0 tys. m³.

## Zagospodarowanie
Administratorem wód jeziora jest Regionalny Zarząd Gospodarki Wodnej w Bydgoszczy. Utworzył on obwód rybacki, który obejmuje wody jezior Słowie oraz Ołogoszcz Wielka (Obwód rybacki jeziora Wołogoszcz Duży na cieku bez nazwy w zlewni cieku Mierzęcka Struga - nr 1). Gospodarkę rybacką prowadzi na jeziorze Polski Związek Wędkarski Okręg w Gorzowie Wielkopolskim.

## Czystość i ochrona środowiska
W 2015 roku wody jeziora zostały zakwalifikowane do wód o dobrym stanie ekologicznym, co odpowiada II klasie jakości.